# The unknown Ajax
The unknown Ajax  («El Ayante desconocido») es un romance de la Regencia de Georgette Heyer, publicado en 1959 por Heinemann en el Reino Unido y en 1960 por Putnam en los EE. UU. Era su novela cuadragésimo séptima y la decimoctava ambientada en la época de la Regencia.

## Sinopsis
La novela se ambienta en 1817. Debido a la muerte de su heredero oficial en un accidente de vela, el dominante Lord Darracott se ve obligado a llamar al siguiente de la línea sucesoria, su nieto el mayor Hugo Darracott, a la mansión ancestral en la zona pantanosa en el límite entre Kent y Sussex. El resto de la familia acude a Darracott Place a conocerlo, y psiblemente hacerse cargo de su inaptitud. Entre ellos están su tío Matthew, un político casado con la aristocrática Lady Aurelia, y sus hijos Vincent y Claud; Elvira, la viuda de su tío Rupert, y sus hijos, la rebelde Anthea y el jovencito Richmond. El padre de Hugo atrajo la desgracia años atrás al «casarse con la hija de un tejedor» en Huddersfield y estos parientes, reunidos, lo que esperan es a un hombre de clase baja o, todo lo más, de clase media-baja. Percibiendo su hostilidad, Hugo les complace adoptando un acento de Yorkshire y maneras de «bruto», para que hagan juego con su apariencia, grande y boba.
Las relaciones son tensas entre los nietos de Lord Darracott cuya edad es cercana a Hugo. Vincent desprecia a su hermano Claud; es un «corintio», un guapo hombre a la moda, mientras que el segundo va al extremo de ser un dandi que solo busca llamar la atención con sus trajes. Vincent tiene además razones para sentirse resentido con Hugo, pues de otra manera él habría sido el heredero. De los hijos de Elvira Darracott, el joven Richmond es el favorito de su abuelo. Su deseo más ferviente es convertirse en un soldado, así que Lord Darracott está preocupado y espera que a Richmond no lo influya Hugo, un veterano de la guerra de independencia española. Por otro ladom su señoría ha decidido que Anthea se case con Hugo, una perspectiva que la enfada bastante, aunque se reconcilia con él cuando él se inventa un compromiso previo. Más tarde descubrirá, antes que el resto de la familia, que Hugo no es el simple tontorrón que se complace en fingir que es, y entonces ella se permite sucumbir al amor genuino que Hugo siente por ella.  
Mientras tanto, Hugo se ha dado cuenta de que las cosas no van del todo bien en Darracott Place. El estado de las finanzas familiares es precario: es evidente que las tierras son ricas, pero las granjas de los arrendatarios están mal mantenidas, lo mismo que los edificios de la familia. Hay una dower house (casa más pequeña que la principal en la que iban a vivir normalmente las viudas, dejando la mansión para el sucesor) aislada en los terrenos, mantenida por un solo sirviente, y dicen que está encantada. Acaba resultando que Richmond, aburrido por tenerle en casa sin nada que hacer, ha asumido el liderazgo de un grupo de contrabandistas que actúen en Romney Marsh (marisma o pantano de Romney, un humedal en el sureste de Inglaterra) y él mismo ha fingido las apariciones fantasmales en la Dower House `para alejar la atención y usar el viejo edificio como un almacén de contrabando.
Las actividades de Richmond acaban llamando la atención del teniente Ottershaw, que dirige la milicia local que combate el contrabando. Idea una trampa para el joven, y como resultado, acaba Richmond acaba recibiendo un tiro y resulta malherido. Richmond llega a casa justo poco antes que Ottershaw, lo que le da tiempo a Hugo a hacerse cargo de la situación y organizar una escena que engañe al teniente. Vincent y Richmond parecen estar jugando a las cartas borrachos, mientras que a Claud lo vendan, como si le hubieran pegado un tiro los parientes de una joven con la que había estado tonteando en Rye, parientes que anteriormente habían irrumpido en Darracott Place y habían sido expulsados a la fuerza por Hugo. Ottershaw llega y le cuentan la historia, representando una escena. No convencido, ordena que le quiten la casaca a Richmond, que le oculta los vendajes, pero se le enfrenta, con soberbia, Lady Aurelia y se ve obligado a marcharse de la mansión por miedo a perder su trabajo.
Lord Darracott queda tan asombrado de lo que su severa conducta ha llevado a casa, que da permiso a Richmond para unirse a un regimiento de húsares en el que Hugo tiene amigos. Su señoría ha quedado ya sorprendido, lo mismo que el resto de la familia, al saber que su nieto Hugo se educó, de hecho, en Harrow, y es heredero de un rico propietario de fábrica de telares, con medios económicos suficientes para evitar la ruina de las posesiones Darracott. Todos reconocen el futuro liderazgo de Hugo y su derecho a la sucesión como heredero.

## Una comedia de la conciencia de clase
The unknown Ajax fue escrita por Heyer después de unas vacaciones en Rye, una ciudad que aparece en la novela y es la más cercana al ficticio Darracott Place. En una carta describió a Hugo Darracott como una clase de héroe completamente nueva, diferente a su repertorio usual de personajes – tipos que aquñi satiriza en los hermanos Vincent y Claud. El título del libro se refiere al guerrero griego Áyax o Ayante, en la obra Troilo y Crésida de Shakespeare, donde la frase «el desconocido Áyax» aparece en un discurso en el Acto III, escena 3, lidiando con el engaño de la fama y la apariencia. Vincent también aplica otros términos despreciativos a Hugo, como «Áyax el palurdo» y «el elefante Áyax» en referencia a su torpe tamaño.

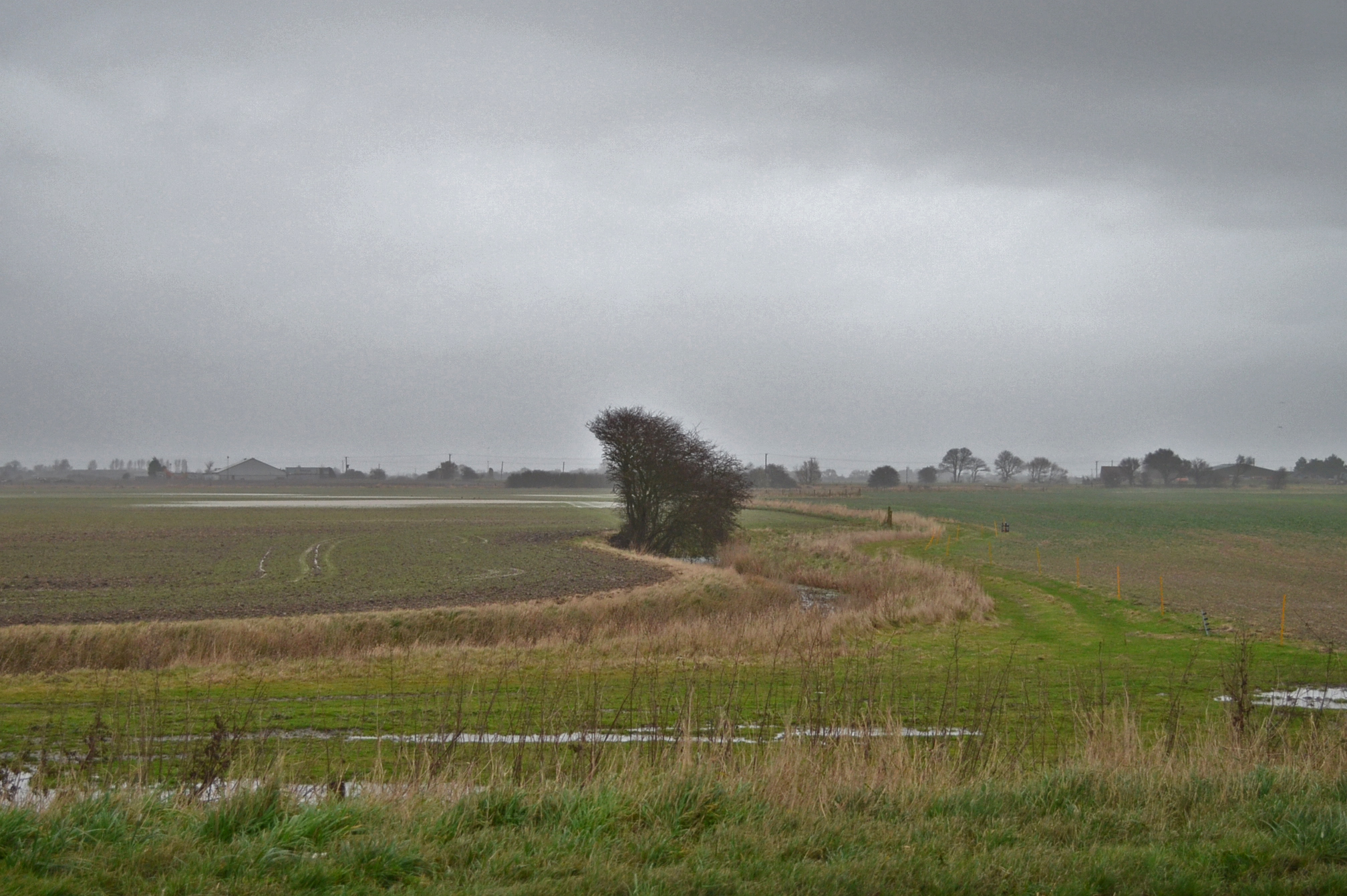
Un paisaje de contrabandistas, Romney March

Jennifer Kloester ha considerado que la novela está «entre las creaciones más originales e inteligentes de Heyer», llena de escenas memorables y graciosas, a lo largo del cual incluso los personajes menores tienen espacio para desarrollarse. Contribuyendo a este viaje de autodescubrimiento, y atrayendo con ello al lector, están las formas de engaño alrededor de las cuales gira la trama. La familia de Hugo, como espera que sea un patán sin educación, encarga al afectado Claud que actúe como su modelo a la hora de vestir y adoptar ciertas maneras. Su terco alumno lleva a la desesperación a Claud, y a la mayor parte de la familia. Solo dos de los personajes captan el juego que está desarrollando Hugo con ellos. Anthea, porque ella tiene un fuerte sentido del ridículo que responde al propio de Hugo, y Lady Aurelia, que se da cuenta de su impostura desde el principio y se queja de que su única falta es que no es serio. El complemento de Hugo en el engaño es su primo Richmond, quien finge un estado de salud delicado y se tiene que retirar temprano a un dormitorio apartado porque, según ceen todos, tiene dificultades a la hora de dormir. Lo que en realidad le mantiene despierto son sus aventuras contrabandistas, cuyo descubrimiento lleva al clímax cómico del libro.
Un tema paralelo en la novela es la conciencia de clase, que a menudo se señala a través del uso del lenguaje para definir los diferentes niveles sociales de los personajes. Al final del mismísimo primer párrafo, la narración se ve interrumpida por pensamientos de un joven lacayo en la jerga de la época:

Charles had not been employed at Darracott Place above six months, but he was not such a whopstraw as to make the least noise in the performance of his duties when his lordship was out of humour. That was the way Chollacombe described as knaggy an old gager as ever Charles had had the ill-fortune to serve. Stiff-rumped, that's what he was, always nabbing the rust, or riding grub, like he had been for months past.

Aunque Hugo adopta un acento de Yorkshire como parte de su engaño a la familia, su sirviente John Joseph invariablemente habla en un acento aún más marcado, cuando narra a su amo las ocurriencias fantasmales en la Dower House que

There's been no dragoons stationed thereabouts this while back, and no manner of good gin there had been for Clotton – him as is his lordship's head groom – tells me that they'd got so that they took every bush for a boggart, and reet laughable it was one night when a couple of 'em – nobbut ignorant lads! – came sticklebutt into t'Blue Lion, frining and faffling that there was a flaysome thing jangling round t'Dower House, and wailing fit to freeze t'blood in a body's veins.

El sentido de ambas narraciones es más o menos claro, pero el significado integral solo se puede captar por diccionarios y vocabularios especializados donde la autora recogió estas expresiones en primer lugar. Lejos de ser raros, representaciones como las arriba mencionadas son continuas, incluyendo como un tercer nivel la jerga contemporánea de la gente bien cuando hablan entre ellos.
Un cuarto nivel de diferenciación social cómica se manifiesta en la lucha por prevalecer entre los sirvientes, especialmente en el caso de los dos ayudas de cámara, Crimplesham y Polyphant, quien se castigan el uno al otro de la manera más educada, pero con la intención más maligna del mundo. Crimplesham consigue un triunfo cuando maniobra para que su sobrino entre al servicio del nuevo heredero, aunque ello signifique, para él, bajar un escalón en su orden de precedencia. Polyphant le devuelve la jugada cuidando de su amo, Claud, con fervientes protestas de lealtad, y expulsando a Crimplesham de la habitación durante el magistral engaño que Hugo idea contra el teniente Ottershaw. La misma estratagema le permite a Claud una oportunidad similar de brillar: no en la continua rivalidad entre él mismo y su elegante hermano mayor que se ha visto en todo el libro, sino en el campo del melodrama, desempeñando melindrosamente el papel de víctima de una emboscada grosera.
El perdedor en este conflicto es Ottershaw quien, después de todo, ha detectado correctamente que el principal contrabandista de la zona es Richmond, y tiene todo el derecho del mundo a intentar arrestarlo. Que el teniente sea vencido por el ingenio de una frívola familia aristocrática cuyos miembros normalmente están enfrentados entre sí, pero también en una posición de derrotar cualquier desafío legal que les lance el Servicio, es una injusticia social, no importa que sea fiel a su tiempo – y posiblemente con los propios sentimientos de la autora, que pagaba muchos impuestos en el momento en que escribía la novela.